# Віннігштедт
Віннігштедт (нім. Winnigstedt) — громада в Німеччині, розташована в землі Нижня Саксонія. Входить до складу району Вольфенбюттель. Складова частина об'єднання громад Ельм-Ассе.
Площа — 12,05 км2. Населення становить 703 ос. (станом на 31 грудня 2021).

## Галерея

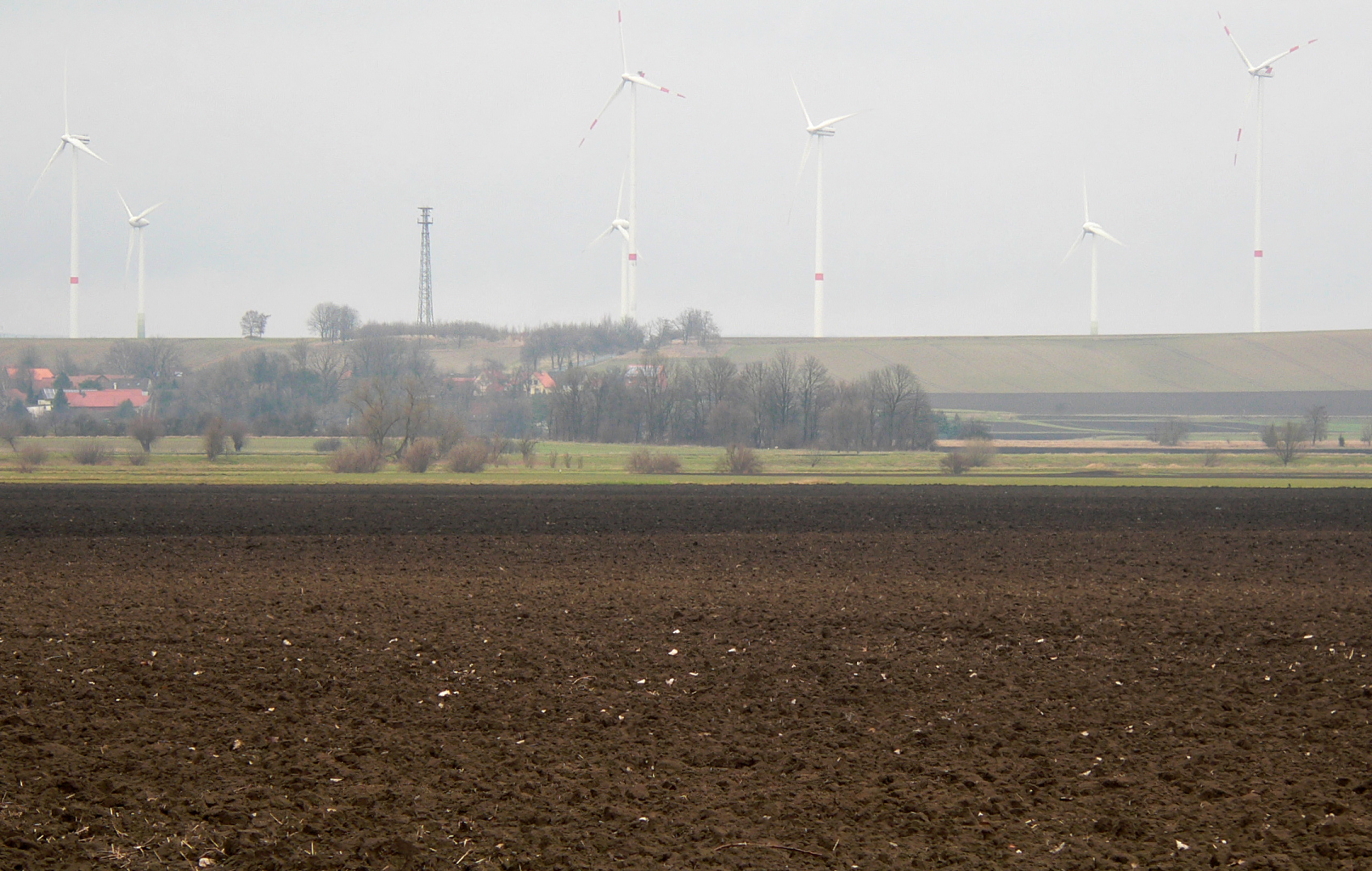